# Фаленопсис жилкуватий
Фаленопсис жилкуватий (лат. Phalaenopsis venosa) — епіфітна трав'яниста рослина  родини орхідних, або зозулинцевих (Orchidaceae).
Вид не має усталеної української назви, в україномовних джерелах зазвичай використовується наукова назва Phalaenopsis venosa. 

Англійська назва — The Veined Phalaenopsis.

## Синоніми
За даними  Королівських ботанічних садів в К'ю :
- Polychilos venosa (Shim & Fowlie) PSShim ex Fowlie, 1983

## Історія опису іетимологія
Вид відкрив К. Л. Бундт на початку 80-х років XX століття. Партія рослин була відправлена до квітникарської фірми «Jemmco Orchids». У культурі рослина виявилася складною.
Спочатку цей вид продавали під назвою Phalaenopsis psilantha. У 1983 році П. С. Шим і Дж. А. Фоул виділили рослину в окремий вид, присвоївши йому сучасну назву. У результаті серед колекціонерів певний час вважали, що Phalaenopsis venosa і Phalaenopsis psilantha — два зовсім різних види.
Назву отримав від латинського слова «venosus» — венозний, жилавий.

## Біологічний опис
Моноподіальний епіфіт, вкрай рідко літофіт середніх розмірів. 

Стебло коротке, прихований основами 3-5 листків.
Коріння гладке, товсте, добре розвинене. 

Листя товсте, довгасто-еліптичне або еліптичне, яскраво-зелене, блискуче, вигнуте, довжиною близько 22 см, шириною близько 7,5 см 

Квітконоси багаторічні, прості або розгалужені, циліндричні, зелені, жорсткі, коротше або рівні листю по довжині. 

Квіти відкриваються по черзі, не в'януть близько місяця, щільної воскової текстури, діаметром 4—6 см, ароматні. Забарвлення варіабельне. Пелюстки в основі білі, в основній частині коричнево-жовті або цегляно-зелені. 

Губа невелика, біла, іноді і маленькими жовтими або бузковими цятками. Цвіте з весни по осінь.

## Ареал, екологічні особливості
Ендемік Сулавесі (Індонезія ).

На гілках і стовбурах дерев у гірських лісах на висотах 450—1000 метрів над рівнем моря.
У місцях природного зростання сезонних температурних коливань практично немає. Цілий рік денна температура близько 24—27°С, нічна близько 18 °C. 
 Відносна вологість повітря 72—84%. 
 Сухого сезону немає, лише наприкінці літа — початку осені зниження середньомісячного кількості опадів до 100 мм. 

Відноситься до числа видів, що охороняються (другий додаток CITES).

## У культурі
Температурна група — тепла. Для нормального цвітіння обов'язковий перепад температур день/ніч в 5—8°С. При вмісті рослин в прохолодних умовах спостерігається зупинка зростання.
Вимоги до світла: 800—1200  FC, 8608—12919 lx.
Загальна інформація про агротехніки у статті Фаленопсис.
Активно використовується в гібридизації.

## Первиннігібриди
- Ambonosa — venosa х amboinensis (Ayub S Parnata) 1984
- Angdi Kolopaking — venosa х micholitzii (Atmo Kolopaking) 1986
- Dragon's Fire — venosa х corningiana (Dragon Fire Orchids) 1992
- Eiderstedt — cornu-cervi х venosa (Ayub S Parnata (O. Schumann)) 1985
- Essence Yenpei — venosa х schilleriana (Shih-Fong Chen) 1996
- Gerald — venosa х maculata (Luc Vincent) 1993
- Golden Butterfly — venosa х celebensis (Hou Tse Liu) 1987
- Golden Princess — fasciata х venosa (David Lim) 1985
- Helene Burkhardt — venosa х lindenii (Erwin Burkhardt) 1988
- Jade Gold — gigantea х venosa (David Lim) 1984
- Java Sunshine — venosa х javanica (Hou Tse Liu) 1996
- Joshua Irwing Ginsberg — venosa х bellina (H. Ginsberg) 2004
- Kelsey's Butterscotch — venosa х tetraspis (Katz-Thompson) 2002
- Koodoo — venosa х kunstleri (Hou Tse Liu) 1996
- Kuntrarti Rarashati — equestris х venosa (Atmo Kolopaking) 1986
- Mannosa — mannii х venosa (Paphanatics UnLtd (Stewart Orchids)) 1991
- Marie's Delight — mariae х venosa (Dr William Ellenberg (Jemmco Orchids)) 1991
- New Wave — stuartiana х venosa (Paphanatics UnLtd) 1985
- Oberhausen Smart — sumatrana х venosa (Orchideenkulturen Elisabeth Bau) 1988
- Paul Baudat — modesta х venosa (Luc Vincent) 1993
- Penang Girl — violacea х venosa (Ooi Leng Sun Orchid Nursery & L) 1984
- Rasa Veniana — venosa х lueddemanniana (H. Wihardjo) 1985
- Sanderosa — sanderiana х venosa (Kenneth M Avant) 1989
- Venolis — venosa х amabilis (Zuma Canyon Orchids Inc.) 1991
- Venosasp — speciosa х venosa (Masao Kobayashi) 1995
- Без назви — aphrodite х venosa